# Khusrupur
Khusrupur è una città dell'India di 12.185 abitanti, situata nel distretto di Patna, nello stato federato del Bihar. In base al numero di abitanti la città rientra nella classe IV (da 10.000 a 19.999 persone).

## Geografia fisica
La città è situata a 25° 28' 0 N e 85° 22' 60 E e ha un'altitudine di 42 m s.l.m..

## Società

### Evoluzione demografica
Al censimento del 2001 la popolazione di Khusrupur assommava a 12.185 persone, delle quali 6.446 maschi e 5.739 femmine. I bambini di età inferiore o uguale ai sei anni assommavano a 2.128, dei quali 1.101 maschi e 1.027 femmine. Infine, coloro che erano in grado di saper almeno leggere e scrivere erano 6.546, dei quali 3.992 maschi e 2.554 femmine.